# Elpatron
Elpatron är en anordning för att värma vatten. Förenklat uttryckt fungerar det som en doppvärmare, elektricitet som går i metallslingor värmer upp vattnet. Elpatroner används ofta för att generera värme i värmepannor och ackumulatortankar när annan värme inte tillförs. Det kan fungera som en säkerhet om ved/pellets/olja skulle ta slut, och som komplement för riktigt kalla dagar när värmepumpen inte täcker hela behovet av värme. Elpatroner används också för uppvärmning av pool, handdukstorkar, vattenbaserade värmegolv med mera.
Elpatronen är en relativt billig och driftsäker komponent men relativt dyr i drift. Den passar därför bra som backup för värmetillförseln.